# Iwan Koniew

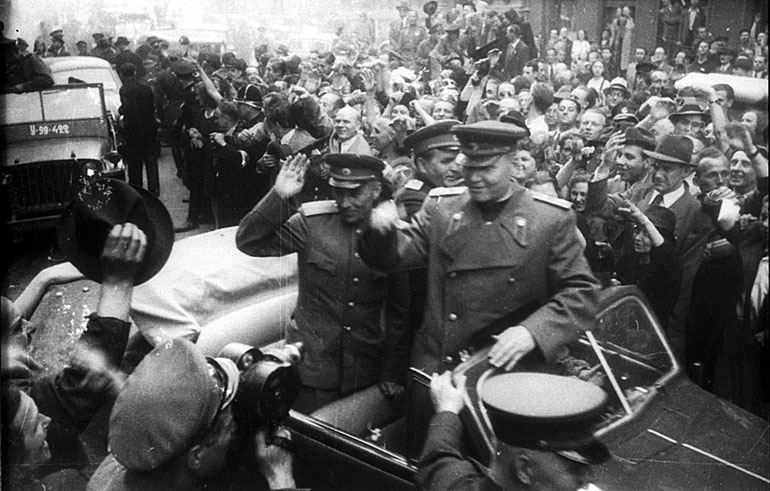
Marsz. Iwan Koniew w Pradze, 1945

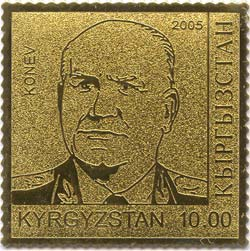
Znaczek Poczty Kirgistanu z marsz. Iwanem Koniewem, 2005

Iwan Stiepanowicz Koniew (ros. Иван Степанович Конев, ur. 16 grudnia?/28 grudnia 1897 we wsi Łodejno, zm. 21 maja 1973 w Moskwie) – radziecki dowódca wojskowy, marszałek Związku Radzieckiego (1944), pierwszy dowódca Zjednoczonych Sił Zbrojnych Państw Stron Układu Warszawskiego (1955–1960), dwukrotny Bohater Związku Radzieckiego (1944, 1945), od 23 kwietnia 1955 Honorowy Obywatel Krakowa, Bohater Czechosłowackiej Republiki Socjalistycznej (1970) oraz Bohater Mongolskiej Republiki Ludowej (1971), deputowany do Rady Najwyższej ZSRR 1.–8. kadencji (1937–1973).

## Życiorys
Urodził się we wsi Łodejno k. Podosinowca w rodzinie chłopskiej. W 1912 ukończył szkołę ziemską w sąsiedniej wsi Puszma. Służbę wojskową rozpoczął w 1916, jako szeregowiec w armii carskiej. Po ukończeniu szkoły podoficerskiej został skierowany na Front Południowo-Zachodni. Zdemobilizowany w stopniu sierżanta w 1918.
W 1918 wstąpił do partii komunistycznej RKP(b) i Armii Czerwonej, w szeregach której walczył w wojnie domowej. W 1934 ukończył Akademię Wojskową im. Michaiła Frunzego. Cztery lata później objął dowództwo 2 Samodzielnej Armii Dalekiego Wschodu, a później Zabajkalskiego Okręgu Wojskowego i Północnokaukaskiego Okręgu Wojskowego. W czasie II wojny światowej dowodził 19 Armią, a potem Frontem Zachodnim. 17 października objął dowództwo Frontu Kalinińskiego. Współwinny klęski na przedpolach Moskwy w 1941, był bliski stanięcia przed plutonem egzekucyjnym. Uratowało go wstawiennictwo gen. Gieorgija Żukowa. Samodzielne dowództwo objął ponownie w sierpniu 1942.
Od czerwca 1943 był dowódcą Frontu Stepowego (później 2 Frontu Ukraińskiego). Na jego czele brał udział w kontrofensywie radzieckiej na łuku kurskim. 20 lutego 1944 mianowany marszałkiem Związku Radzieckiego. Pod jego dowództwem wojska radzieckie wyzwoliły Charków, sforsowały Dniepr i przeprowadziły operację kirowską oraz korsuńsko-szewczenkowską. Dokonał także rozbicia humańskiego zgrupowania wojsk niemieckich. Przeprowadził lwowsko-sandomierską operację zaczepną, w rezultacie czego została zajęta Zachodnia Ukraina. Od maja 1944 dowodził 1 Frontem Ukraińskim, którego wojska doprowadził do Berlina. Jednak mimo lepszej sytuacji strategicznej, Józef Stalin nie powierzył mu zaszczytu uderzenia na Reichstag, centrum miasta. Dokonał tego marsz. Gieorgij Żukow. W końcowym etapie wojny marszałek przeprowadził błyskawiczną akcję, efektem której było zajęcie Pragi.
W latach 1945–1946 był dowódcą Centralnej Grupy Wojsk Radzieckich i wysokim komisarzem w Austrii. W trakcie sporu Gieorgija Żukowa z Józefem Stalinem, wraz z innymi oficerami, poparł marszałka. Po jego dymisji ze stanowiska naczelnego dowódcy wojsk lądowych w 1946 objął tę funkcję. Został też zastępcą ministra obrony ZSRR. W latach 1950–1951 został głównym inspektorem Armii Radzieckiej. W roku 1950 był deputowanym do Rady Najwyższej ZSRR, a w roku 1952 – członkiem Komitetu Centralnego KPZR. W latach 1952–1955 pełnił funkcję dowódcy Karpackiego Okręgu Wojskowego. W 1955, po utworzeniu Układu Warszawskiego, był pierwszym dowódcą jego zjednoczonych sił (do roku 1960). W tym samym czasie pełnił funkcję pierwszego zastępcy ministra obrony ZSRR (1956–1960). W roku 1956 dowodził stłumieniem antykomunistycznego i antyradzieckiego powstania na Węgrzech. W latach 1961–1962 w okresie kryzysu berlińskiego był głównodowodzącym wojskami radzieckimi w NRD.
Od roku 1962 zajmował stanowisko generalnego inspektora grupy inspektorów w Ministerstwie Obrony ZSRR.
Jest autorem obszernych wspomnień z okresu służby wojskowej – Czterdziesty piąty (Warszawa 1968) oraz Notatki dowódcy frontu (Warszawa 1981).
Zmarł 21 maja 1973 w Moskwie i został pochowany pod Murem Kremlowskim na Placu Czerwonym. W jego pogrzebie uczestniczyła delegacja Wojska Polskiego z wiceministrem obrony narodowej – zastępcą ministra ds. ogólnych gen. Józefem Urbanowiczem na czele.
Na początku lat 90. utracił tytuł honorowego obywatela Krakowa.

## Udział w działaniach wojennych na terenie Polski
18 stycznia 1945 wojska 1 Frontu Ukraińskiego pod dowództwem marsz. Iwana Koniewa zdobyły większą część Krakowa, następnie uprzemysłowiony obszar Górnego Śląska w zasadzie bez strat. Ofensywa wojsk radzieckich, polegała na okrążeniu wojsk niemieckich w taki sposób, iż pozostawiono im wąską gardziel, którą mogli ewakuować się w kierunku na Żory, Wodzisław Śląski, Racibórz oraz Opawę. Katowice zdobyto 27 stycznia 1945, Chorzów zaś 28 stycznia 1945.
Kolejne miejscowości wąskiego gardła zostały zdobyte:
- Żory – 24 marca 1945 (zniszczenia wyniosły 80% zabudowy miasta);
- Rybnik – 26 marca 1945 (zniszczeniu uległo 25% zabudowy miasta);
- Wodzisław Śląski – 26 marca 1945 (zniszczenia wyniosły 80% zabudowy miasta);
- Racibórz – 31 marca 1945 (zniszczenia miasta wyniosły 85%[4]);
- Opawa – 22–24 kwietnia 1945 (znaczna część miasta uległa uszkodzeniu lub całkowitemu zniszczeniu).

## Awanse
- gen. por. 4 czerwca 1940;
- gen. płk 11 września 1941;
- gen. armii 26 sierpnia 1943;

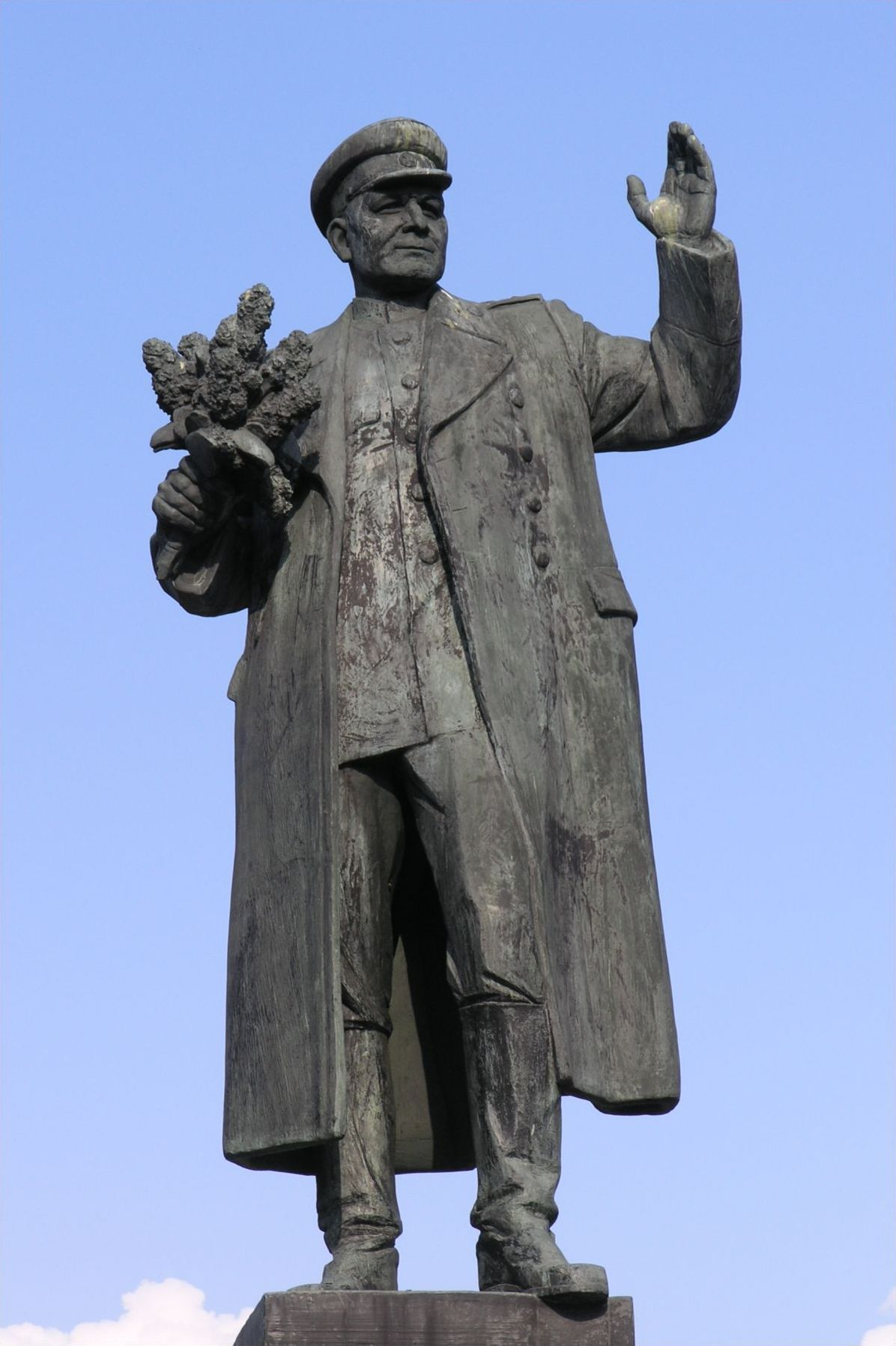
Pomnik marsz. Iwana Koniewa w Pradze

- marszałek Związku Radzieckiego 20 lutego 1944.

## Ordery i odznaczenia

### Radzieckie
- Złota Gwiazda Bohatera Związku Radzieckiego (dwukrotnie: 29 lipca 1944[5], 1 czerwca 1945[6])
- Order „Zwycięstwo” (30 marca 1945)[7]
- Order Lenina (siedmiokrotnie: 1945, 1945, 1947, 1956, 1957, 1967, 1972)
- Order Rewolucji Październikowej (1968)
- Order Czerwonego Sztandaru (trzykrotnie: 1938, 1944, 1949)
- Order Suworowa I klasy (dwukrotnie: 1943, 1944)
- Order Kutuzowa I klasy (dwukrotnie: 1943, 1943)Pomnik Koniewa w Kirowie, przeniesiony z Krakowa
- Order Czerwonej Gwiazdy (1936)

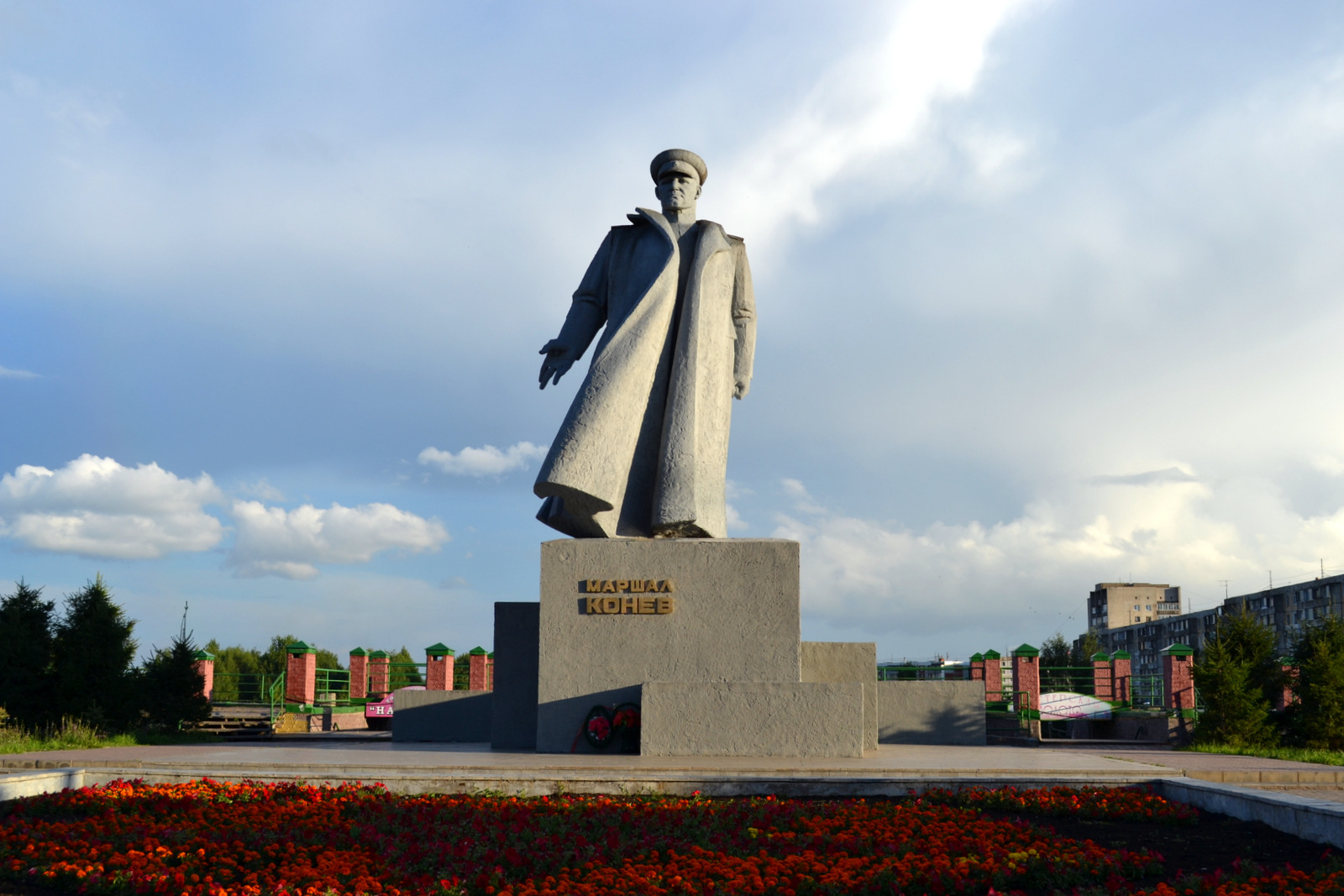
Pomnik Koniewa w Kirowie, przeniesiony z Krakowa

- Medal 100-lecia urodzin Lenina (1969)
- Medal „Za obronę Moskwy” (1944)
- Medal „Za zdobycie Berlina” (1945)
- Medal „Za wyzwolenie Pragi” (1945)
- Medal „Za zwycięstwo nad Niemcami w Wielkiej Wojnie Ojczyźnianej 1941–1945” (1945)
- Medal jubileuszowy „Dwudziestolecia zwycięstwa w Wielkiej Wojnie Ojczyźnianej 1941–1945”
- Medal jubileuszowy „XX lat Robotniczo-Chłopskiej Armii Czerwonej” (1938)Pozostałość pomnika w Krakowie, pomalowana w barwy Ukrainy po inwazji Rosji na ten kraj (2022)

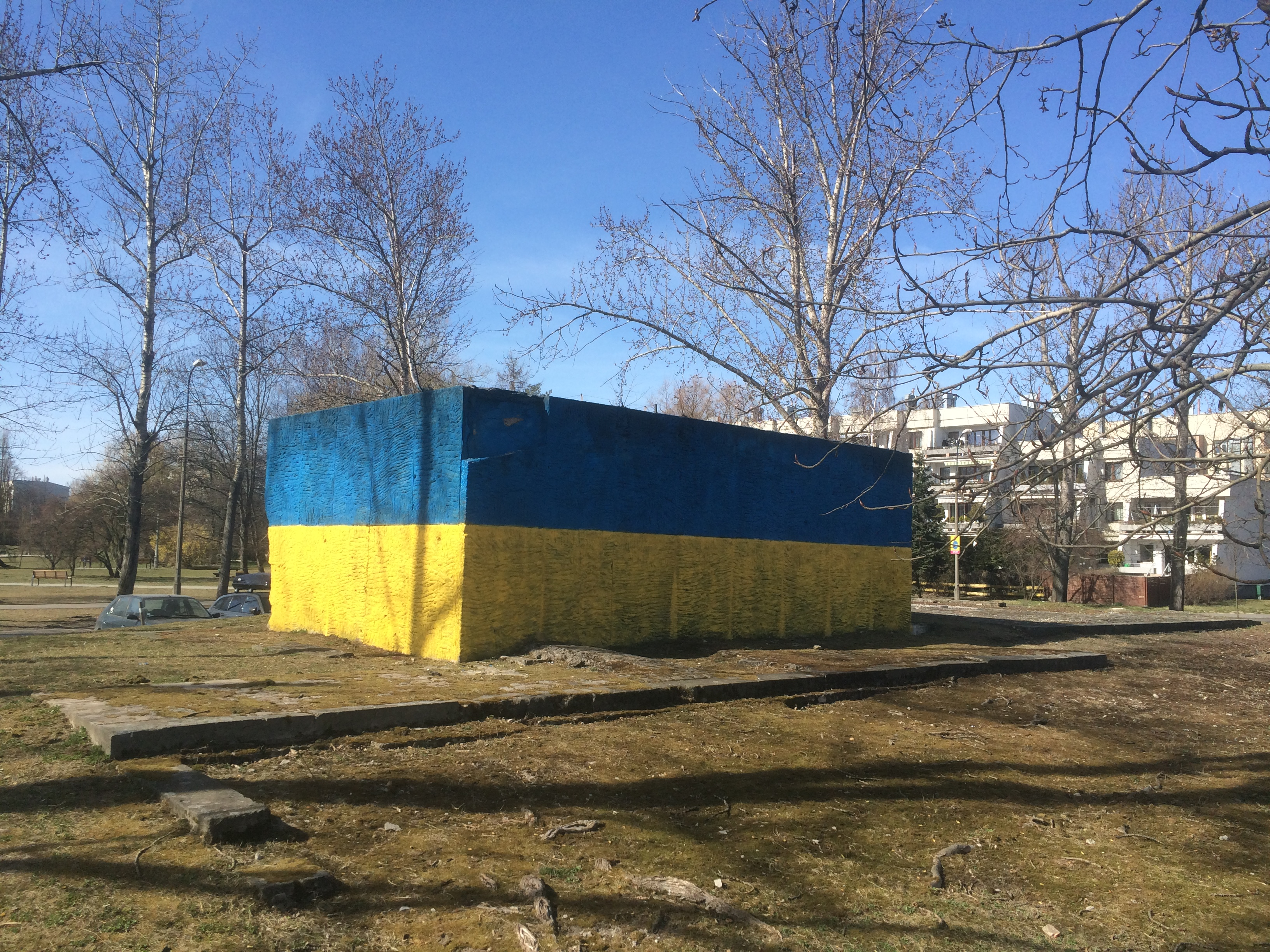
Pozostałość pomnika w Krakowie, pomalowana w barwy Ukrainy po inwazji Rosji na ten kraj (2022)

- Medal jubileuszowy „30 lat Armii Radzieckiej i Floty” (1948)
- Medal jubileuszowy „40 lat Sił Zbrojnych ZSRR” (1958)
- Medal jubileuszowy „50 lat Sił Zbrojnych ZSRR” (1968)
- Medal „W upamiętnieniu 800-lecia Moskwy” (1947)

### Zagraniczne
- Krzyż Wielki Orderu Wojennego Virtuti Militari z Gwiazdą (1945, Polska)[8]
- Krzyż Wielki Orderu Odrodzenia Polski (Polska)
- Order Krzyża Grunwaldu I klasy (1945, Polska)[9]
- Order Bułgarskiej Republiki Ludowej I klasy (1974, Bułgaria)
- Medal Przyjaźni Chińsko-Radzieckiej (ChRL)
- Złota Gwiazda Bohatera Czechosłowackiej Republiki Socjalistycznej (28 kwietnia 1970, CSSR)
- Czechosłowacki Wojskowy Order Lwa Białego „Za zwycięstwo” I Klasy (1945, CSSR)[10]
- Order Klementa Gottwalda (CSSR)
- Krzyż Wojenny Czechosłowacki 1939 (CSSR)
- Order Partyzanckiej Gwiazdy I klasy (Jugosławia)
- Bohater Mongolskiej Republiki Ludowej (7 maja 1971, Mongolia)
- Order Suche Batora (dwukrotnie: 1961, 1971, Mongolia)
- Order Czerwonego Sztandaru (Mongolia)
- Srebrny Order Zasługi dla Ojczyzny (NRD)
- Order Wolności (Węgry)
- Order Zasługi Węgierskiej Republiki Ludowej (Węgry)
- Wielki Oficer Orderu Legii Honorowej (1945, Francja)[11]
- Krzyż Wojenny (Francja)
- Order Łaźni (Wielka Brytania)
- Krzyż Wojenny (Wielka Brytania)
- Wielka Komandorska Legia Zasługi (USA)

## Upamiętnienie
W 1987 roku wzniesiono w Krakowie pomnik marsz. Iwana Koniewa, którego autorem był prof. Antoni Hajdecki. Pomnik zdemontowano w styczniu 1991. Został on na prośbę Rady Narodowej z Kirowa w Rosji przekazany do tego miasta.
Zespół Piwnicy pod Baranami nagrał utwór pt. Marszałek Koniew, będący fragmentem wywiadu z prof. Antonim Hajdeckim. Muzykę napisał Zbigniew Preisner.